# Amolita pepita
Amolita pepita là một loài bướm đêm trong họ Erebidae.